# HMS Jupiter (F85)
Pour les autres navires du même nom, voir HMS Jupiter.
Le HMS Jupiter est un destroyer de classe J en service dans la Royal Navy pendant la Seconde Guerre mondiale.

## Historique

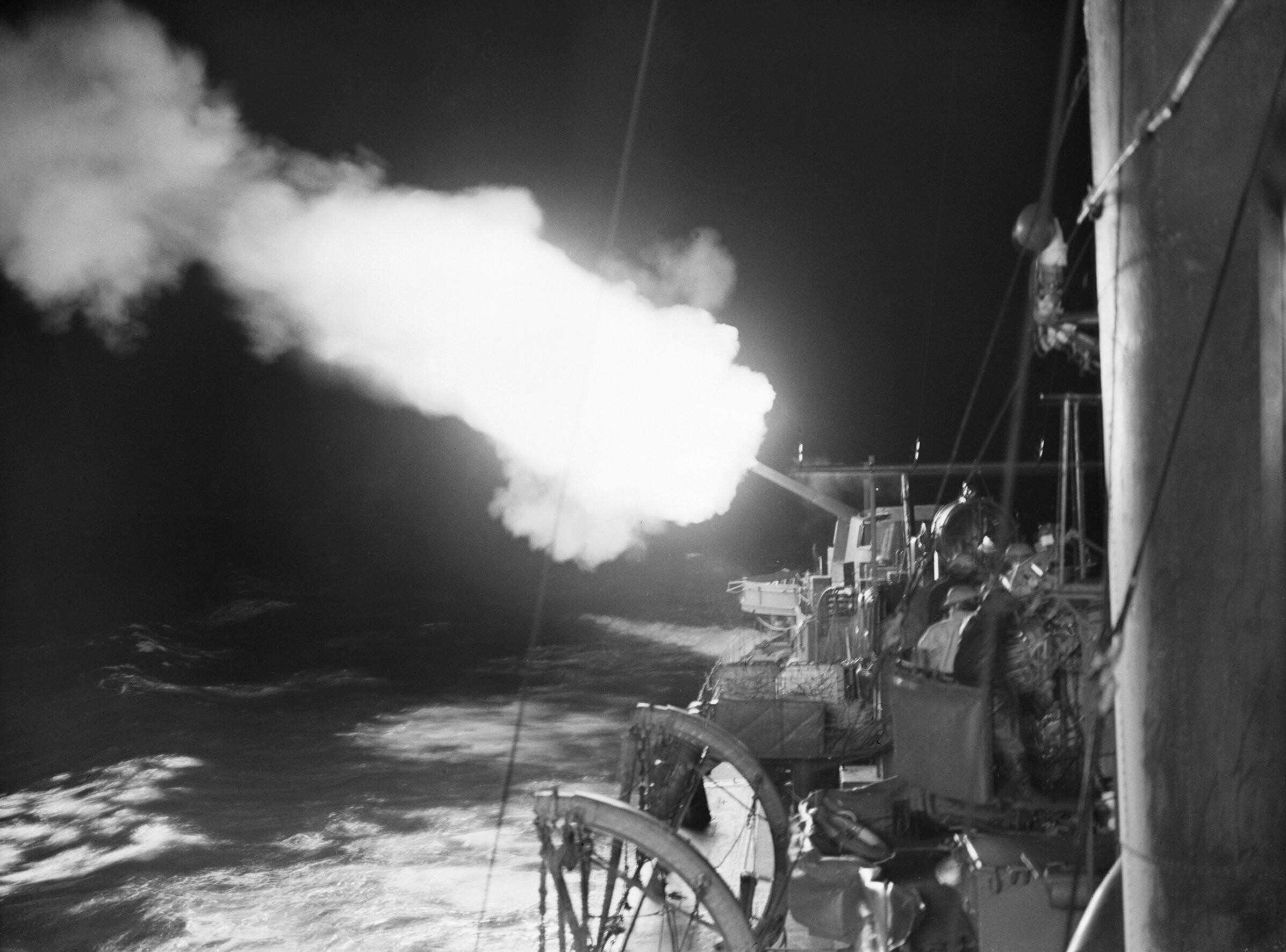
Canon de 4.7 pouces du Jupiter tirant sur des navires ennemis dans le port de Cherbourg les 10-11 octobre 1940.

Après la mise en service, le Jupiter effectua des essais au large de Portland, ces activités furent retardées par des problèmes de turbines qui seront réparées à la base de Devonport. Il acheva ses essais le 1er septembre 1939 et rejoignit la 7e flottille de destroyers de la Home Fleet, basée dans le Humber jusqu'à la déclaration de guerre britannique le 3 septembre 1939.
Le 29 novembre 1941, les Jupiter et Encounter sont détachés de la Mediterranean Fleet, rejoignant la Force G à Colombo. Après avoir rejoint le croiseur de bataille Repulse en mer, ils mettent le cap sur Singapour, qu'il atteignent le 2 décembre. Quelques jours plus tard, la force, rejoint par les Vampire et Tenedos (en), met le cap vers l'Australie avant d'être rappelée peu après. Ce n'est que neuf jours plus tard que les Tenedos et Repulse rejoignirent la Force Z de Phillips, attaquant la force d'invasion japonaise le 10 décembre 1941. Pendant sa campagne du Pacifique, le Jupiter était commandé par le Lieutenant commander Norman V. J. T. Thew.
Le Jupiter coula le sous-marin japonais I-60 le 17 janvier 1942. Le 27 février 1942, il toucha une mine posée plus tôt dans la journée par le mouilleur de mines hollandais Gouden Leeuw, pendant qu'il faisait route avec la force ABDACOM pendant la première bataille de la mer de Java. Le destroyer fut coulé au large de la côte nord de Java, en mer de Java, à 21 h 16. Initialement, l'explosion aurait été causée par une torpille japonaise.